# 孙蕃
孙蕃，字維翰，直隸江都縣（今揚州市江都區）人，明朝政治人物。进士出身。

## 生平
天順八年（1464年），孙蕃中式甲申科進士。成化年間任山東濟寧州知州。歷陝西鞏昌府徽州知州。弘治三年（1490年）任福建邵武府知府。